# Сорокин, Игорь Григорьевич
Игорь Григорьевич Сорокин (10 апреля 1945, Москва, РСФСР, СССР) — советский футболист, нападающий.

## Карьера
Воспитанник ФШМ (Москва).
За свою карьеру выступал в советских командах «Уралмаш» (Свердловск), «Спартак» (Москва), «Карпаты» (Львов), «Торпедо» (Люберцы), «Звезда» (Рязань) и «Звезда» (Кировоград).
За «Спартак» (Москва) провёл один матч 8 ноября 1965 года, заменив на 79 минуте Юрия Семина в гостевом матче чемпионата СССР с одесским «Черноморцем», матч завершился победой москвичей 2:0.